# خوريف (منطقة أوستروه)
خوريف قرية في أوكرانيا في منطقة أوستروه بمحافظة ريفنا . عدد سكانها 1358 نسمة. الهيئة الحكومية المحلية - مجلس خوريف القروي .

## الموقع الجغرافي
تتمتع قرية خوريف بموقع جغرافي مناسب، إذ تقع في الجزء الجنوبي من منطقة أوستروه على مسافة 9كم إلى شمال غرب مركز المنطقة أوستروه . موقع القرية على تقاطع الطرق السريعة يعطيها أهمية جغرافية؛ فعبر القرية يمر الطريق الواصل بين مدينتي ريفنا وأوستروه . كما تتميز القرية بوقوعها في منتصف المسافة بين محطة السكك الحديدية ومحطة الحافلات في أوستروه . تحد أراضي القرية القرى التالية: روزفاج، بروديفسكي، هريمياتشي، وقرية بلوسكي . ليس بعيداً عن القرية وعلى مسافة 1-2 كم يتدفق نهر هورين.كما يوجد في القرية نفسها نهر ديفوخا وبركتان مائيتان والعديد من الينابيع.
تقع أراضي قرية خوريف على هضبة ريفنا في مرتفعات فولين، ويتراوح متوسط ارتفاعها من 200 إلى 250 مترًا. عُثر على معادن من أصل رسوبي كالطين والرمل في أراضي خوريف، والتي تشكلت في العصر الوسيط من العصر الطباشيري كما يتضح من وجود بقايا الكائنات البحرية من العصور السابقة.

### المناخ
تقع خوريف في نطاق المناخ المعتدل، ويتأثر تكوين مناخها بالكتل الهوائية القادمة من المحيطين الأطلسي والقطب الشمالي .وتسود الكتل الهوائية القطبية؛ فتجلب البرودة في الشتاء والبرودة المعتدلة في الصيف. فيما تجلب الكتل الهوائية البحرية القادمة على شكل رياح شمالية سائدة من المحيط الأطلسي الذوبان للجليد في الشتاء والرطوبة في الصيف. متوسط درجة الحرارة الشهرية في يناير حوالي 5.5 مئوية تحت الصفر، ومتوسط درجة الحرارة في يوليو 18 درجة مئوية. فيما يبلغ متوسط هطول الأمطار السنوي من 650 إلى 700 مم.
تنتمي خوريف إلى المقاطعة الغربية لمنطقة السهوب الحرجية. وتسود فيها التربة ذات اللون الرمادي الداكن والرمادي وتربة بودزول وتربة تشيرنوزيم. تعتبر تربة المروج وتربة تشيرنوزيم- المروج الأكثر شيوعًا في حوض نهر هورين.

### النباتات والحيوانات
تتمثل النباتات في الغابات المختلطة والنفضية ، من بينها الفصائل الأكثر شيوعاً كالفصائل الزانية والقضبانية . بسبب الأراضي المستنقعية في المنطقة تم استصلاح جزء معين من أراضي القرية وتحولت الآن إلى حقول عشب ومراعٍ. كما يوجد أيضًا في غابات خوريف منطقة حماية الطبيعة أوستروتشين ، حيث تنمو أشجار البلوط المعمرة التي يزيد عمرها عن 270 عامًا والتي تتم حمايتها.
تتنوع الحيوانات القاطنة في الغابات والحقول. فنجد أيائل اليحمور والموظ والخنازير البرية والثعالب والأرانب البرية والعديد من الطيور في الغابات. فيما تقطن القوارض في الحقول. بالإضافة إلى الأسماك وفئران المسك التي تعيش في المسطحات المائية.

## أصل الاسم
توجد عدة روايات حول أصل اسم قرية خريف. حسب إحداها فإن الاسم مشتق من الكلمة «جبال» في إشارة إلى التضاريس الجبلية حيث تقع القرية. في حين أن نسخة أخرى تقول أنه ذات مرة مر رجل بولندي نبيل بمشارف منطقة أوستروه، فكان يستمتع في قرية روزفاجالمجاورة، ومرض في خوريف، وتجول في برودي (أيضًا إحدى القرى المجاورة) ، وتزوج في أوجينين. لكن، غير معروف على وجه اليقين أصل التسمية.

## تاريخ
أول ذكر لخوريف كان في المصادر المكتوبة منذ منتصف القرن السادس عشر. وتشير وثيقة مؤرخة في 8 ديسمبر 1564 إلى اندلاع حريق في خوريف. أصبحت القرية فيما بعد ملكًا للأمير يانوش أوستروزكي . وفي عام 1617 تم تدمير ممتلكات الأمير في أوستروه بما في ذلك قرية خوريف خلال هجوم شنه التتار. أحرق التتار القصر والنزل و 15 منزلاً للفلاحين وأخذوا الماشية. في عام 1629 كان هناك 98 منزلاً في خوريف.
شارك سكان خوريف في حرب تحرير الشعب الأوكراني ضد بولندا في الأعوام ما بين 1648 - 1654. وفي 13 أبريل 1649 شاركوا جنباً إلى جنب مع برجوازي أوستروه بقيادة ليوبكو كونوفال في تدمير ممتلكات الإقطاعي يلوفيتسكي في قرى بلوسكي، ستادنيكي وأوجينين ودمروا جميع الوثائق التي كانت تتضمن الواجبات الإقطاعية للفلاحين. وفي 5 أكتوبر 1654 ، هزمت مفارز الفلاحين - القوزاق فوجاً من القوات النبيلة في حقول خوريف.
خلال حرب الشمال العظمى 1700-1721وتحديداً شتاء 1706 - 1707  وصلت إلى خوريف وحدات من الجيش الإمبراطوري الروسي تحت قيادة بوريس شيريميتيف لدعم الملك البولندي أغسطس الثاني ضد ليسزينسكي .
في عام 1753 أهدى مالك القرية يانوش سانغوشكو القرية مع نصف أوستروج وقرى أخرى إلى مستشار التاج الأكبر يان مالاخوفسكي، الذي توفي عام 1762، فقامت عائلته ببناء كنيسة حجرية عام 1781.
بعد ضم الضفة اليمنى لأوكرانيا إلى روسيا ، إنضمت خوريف إلى منطقة أوستروه في مقاطعة فولين . سافر مالك القرية إلى الخارج وباع ممتلكاته -بما في ذلك قرية خوريف- إلى الثري تشاتسكي . ولكن نظرًا لحقيقة أن شاتسكي لم يقسم يمين الولاء لروسيا، صادرت حكومة كاترين الثانية ممتلكاته وأعطتها للجنرال فيرزين.
في عام 1798 كانت القرية تحتوي على 140 منزلاً، وكان يعيش فيها 844 شخصًا، منهم 796 من الأقنان. من عام 1811 إلى 1830 زاد عدد القرويين بمقدار 54 شخصًا. ماتوا في الغالب صغارًا. من بين 369 روحًا ماتوا خلال 20 عامًا في بداية القرن الثامن عشر 54 فقط بلغوا سن الستين. كان متوسط عمر فلاحي خوريف منخفض، حالهم حال جميع الأقنان، بسبب الظروف المعيشية الصعبة، ونقص الرعاية الطبية الأساسية، والإرهاق، ومضايقات المستأجرين وموظفي المحاكم. ففي 12 نيسان 1845م توفي أ. إ. مودريك إثر تعرضه للضرب، وفي ١٤ أبريل ١٨٦٠ توفيت الفتاة ي. ب. فيونيكوفا التي كانت تبلغ من العمر 18 عامًا . على الرغم من التحقيق في الحالة الأولى لمدة تسع سنوات والثانية لمدة عامين تقريبًا، إلا أن الجناة في كلتا الحالتين لم يُعاقبوا وأُعلن عن وفاتهما كنتيجة لـ «إرادة الله».
في عام 1802 انتقلت ملكية القرية إلى الكونت إلينسكي. لزيادة الأرباح، قاموا بتنظيم العملية الصناعية للمنتجات الزراعية، وقاموا ببناء معمل تقطير، وعملوا على تطوير الحرف اليدوية.
بموجب إصلاحات عام 1861، تم نقل الأرض التي يستخدمها الفلاحون إلى 72 أسرة فلاحية مقابل فدية. وقد حصلت كل مزرعة على 12 ديسياتين (127 دونم). بقي جزء كبير من الفلاحين، بمن في ذلك البستانيين بلا أرض. في عام 1873 اشترت الخزينة العامة 520 فدانًا من الأراضي التي كانت مملوكة من قبل الكونت إلينسكي، ومن ثم قامت بتأجيرها بأجزاء منفصلة لمدة 12 عامًا.
أصبحت خوريف في عام 1866 مركزاً للمقاطعة، وتم افتتاح مكتب بريد فيها. وفي عام 1896 تم إنشاء مستشفى محلي بسعة 10 أسرة، وعمل فيها طبيب واحد.
تأسست مدرسة أبرشية الكنيسة المكونة من فصل واحد في خوريف عام 1884. بعد ذلك بعامين، درس هناك 20 فتى، على الرغم من أن 667 شخصًا كانوا يعيشون في القرية.
في عام 1909 إلتحق بالمدرسة 70 فتى و24 فتاة، لكن 5 طلاب فقط تمكنوا من إكمال ثلاثة صفوف.
خلال الحرب العالمية الأولى ، ذهب العديد من سكان خوريف إلى الجبهة. عندما اقتربت الجبهة من مدينة دوبنا، تمركزت الوحدات العسكرية للجبهة الجنوبية الغربية في خوروف.
في كانون الثاني من عام 1918 استولى البلاشفة على القرية. ولكن في شباط احتلت القوات النمساوية الألمانية القرية. وفي ديسمبر 1918 تم الإعلان عن سلطة الجمهورية الشعبية الأوكرانية على خوريف.
بموجب شروط معاهدة ريغا للسلام ، امتدت الحدود بين بولندا والاتحاد السوفيتي بالقرب من القرية. إداريًا، كانت خوريف كمركز بلدة جزءاً من منطقة أوستروه في مقاطعة فولين . وفقًا لتعداد عام 1921 كان يعيش في القرية 997 أوكرانياً و 162 بولندياً و 15 يهودياً. على الرغم من أن الغالبية العظمى من السكان أوكرانيين، إلا أن التدريس كان باللغة البولندية في مدرسة خوريف. لم يدرس الكثير من أطفال المدارس. خلال كل سنوات الاحتلال، لم يكن أحد قادراً على دخول المدرسة، وتمكن واحد فقط من التخرج من معهد تخريج المعلمين. في عام 1928 ، غادرت مجموعة جديدة من فلاحي خوريف إلى كندا. في العام التالي، انتقلت ست عائلات أخرى إلى هناك، وبعد ذلك انتقل سبعة أشخاص إلى الولايات المتحدة .
في 17 أيلول 1939 دخل الجيش الأحمر خوريف. لكن في 1 تموز 1941 استولت القوات الألمانية على القرية. ثم عادت القوات السوفيتية في 27 كانون الثاني 1944 للسيطرة على خوريف. وقد توفي من سكان خوريف 56 شخص على جبهات الحرب العالمية الثانية.

## المجال الاجتماعي
يوجد في قرية خوريف: مدرسة خوريف الثانوية للمستويات من الأول إلى الثالث، دار الثقافة، روضة الأطفال «البذور الذهبية» ، مكتبة القرية، مركز طبي، مكتب بريد، أربعة محلات تجارية.
- باسيوك يوجين ميخائيلوفيتش - UPA ملازم من المشاركين في معركة جوربا. بعد الأسر ذهب للتعاون بنشاط مع NKVD.
- باريشنيوك ماريا دانيلفنا - نائب البرلمان الأوكراني السوفيتي الاشتراكية للدعوة التاسعة.
- دينيشوك بافلو أندريوفيتش - مرشح العلوم الطبية . دكتور جراح من أعلى فئة، عضو كامل العضوية في ISAPS
- خوميتش أولغا ستيبانوفنا - مبتكر الإنتاج الزراعي، رئيس مزرعة الخنازير في المزرعة الجماعية التي سميت على اسم كيروف، منطقة أوستروه، منطقة ريفنا. عضو البرلمان الأوكراني السوفيتي الاشتراكية للدعوة الرابعة.
- ياروشوك ماريا بتروفنا - مبتكر الإنتاج الزراعي، مزارع الخنازير في المزرعة الجماعية التي سميت على اسم كيروف جوشانسكي (الآن - اسطروه) منطقة ريفنا. عضو البرلمان الأوكراني السوفيتي السوفيتي من الدورة السادسة.